# Ricardo Faty
 Ricardo William Faty (* 4. August 1986 in Villeneuve-Saint-Georges) ist ein französisch-senegalesischer ehemaliger Fußballspieler.

## Karriere
Der defensive Mittelfeldspieler begann in der Jugendabteilung von Clairefontaine mit dem Fußballspielen, 2002 wechselte er in die Jugend von Racing Straßburg. Ab Juli 2004 spielte er in der zweiten Mannschaft; er traf in 27 Spielen einmal. Vor der Saison 2005/06 rückte er in den Profikader auf. In seiner ersten Spielzeit bei den Profis absolvierte er zwölf Spiele, davon sieben in der Ligue 1.
Nach dem Abstieg der Straßburger wechselte Faty zum italienischen Erstligisten AS Rom, bei dem er einen Fünfjahresvertrag unterzeichnete. Für die Roma spielte er elfmal in der Serie A, in der UEFA Champions League kam er dreimal zum Einsatz.
Zu Beginn der Saison 2007/08 verließ Faty Italien wieder. Er wurde für zwei Jahre an den deutschen Bundesligisten Bayer 04 Leverkusen ausgeliehen, Bayer hatte außerdem eine Kaufoption.
In der Winterpause der Saison 2007/08 verließ Faty Bayer 04 Leverkusen nach einem halben Jahr und kehrte auf Leihbasis nach Frankreich zurück, um beim Zweitligisten FC Nantes zu spielen. Mit dem FC Nantes schaffte Faty zum Saisonende den Aufstieg in die Ligue 1. Zum Ende der Saison 2008/09 stieg man jedoch wieder aus der Ligue 1 ab. Daraufhin kehrte Faty nach Rom zurück. Nach acht Saisoneinsätzen in der Saison 2009/10 verließ Faty die italienische Hauptstadt 2010 und wurde vom griechischen Erstligisten Aris Saloniki verpflichtet. Sein Debüt in der griechischen Liga gab Faty am 19. September 2010, als er am dritten Spieltag, gegen Panionios Athen, in der 52. Minute für Christos Aravidis eingewechselt wurde. Mit Aris spielte Faty auch in der Gruppenphase der UEFA Europa League. In der Gruppenphase spielte Faty unter anderem gegen Titelverteidiger Atlético Madrid und gegen seinen früheren Klub Bayer 04 Leverkusen. Am ersten Spieltag der Gruppenphase gelang ein sensationelles 1:0 gegen Atlético Madrid. Faty stand hierbei das gesamte Spiel über auf dem Platz. Am sechsten Spieltag, gegen Rosenborg Trondheim, wurde Faty in der 88. Minute für Koke eingewechselt und steuerte den Treffer zum 2:0-Endstand bei.
Letzten Endes wurde man Gruppenzweiter hinter Bayer 04 Leverkusen und vor Atlético Madrid. Im Sechzehntelfinale scheiterte Aris an Manchester City. Im Hinspiel, in Saloniki, konnte man zwar dem englischen Premier-League-Klub ein 0:0 abtrotzen, jedoch verlor man im Rückspiel, in Manchester, mit 0:2. In der griechischen Liga erzielte er am 13. März 2011, gegen AO Kerkyra, sein erstes Tor, als er in der 26. Minute den Treffer zum 1:1 markierte (Aris gewann das Spiel mit 4:3). Im Saisonverlauf kam Faty zu 21 Ligaeinsätzen.
Zur Saison 2015/16 wechselte er zum türkischen Erstligisten Bursaspor. Dort spielte er drei und wechselte im Sommer 2018 zum Aufsteiger MKE Ankaragücü.

### Nationalmannschaft
Ricardo Faty war U-20-Nationalspieler Frankreichs. Am 29. Februar 2012 debütierte er gegen Südafrika für die senegalesische Fußballnationalmannschaft.

## Wissenswertes
Sein älterer Bruder Jacques Faty spielt für Central Coast Mariners.